# Isoperla difformis
Isoperla difformis és una espècie d'insecte plecòpter pertanyent a la família dels perlòdids.

## Hàbitat
En el seu estadi immadur és aquàtic i viu a l'aigua dolça, mentre que com a adult és terrestre i volador.

## Distribució geogràfica
Es troba a Europa: Àustria, els estats bàltics, Txèquia, Eslovàquia, Dinamarca, Finlàndia, Alemanya, Hongria, Noruega, Polònia, Rússia, Romania i Suècia.